# Undecided
Undecided – amerykańska piosenka autorstwa Charliego Shaversa i Sida Robina, powstała w 1938. Standard jazzowy.

## Historia
Utwór – utrzymany w stylu swing – skomponował w 1938 trębacz, Charlie Shavers. Tekst do niego dopisał z niewielkim opóźnieniem Sid Robin. Powstałą w ten sposób piosenkę opublikowało w 1939 nowojorskie wydawnictwo Leeds Music Corporation. Pierwotnie została nagrana przez sekstet Johna Kirby'ego, The Onyx Club Boys, 28 października 1938 i wydana na płycie przez Decca Records. 17 lutego 1939 w studiu tej samej wytwórni nagrała ją również Billie Holiday z big bandem Chicka Webba. Największą popularność zyskała w interpretacji kwartetu wokalnego, The Ames Brothers, i orkiestry Lesa Browna. 28 września 1951 ta wersja Undecided zadebiutowała na liście bestsellerów, Hot 100, tygodnika „Billboard”, na której utrzymywała się przez dwadzieścia kolejnych tygodni. Była wielokrotnie wykorzystywana przez twórców filmowych jako element ścieżki dźwiękowej ich obrazów.

## Wybrani wykonawcy
The Ames Brothers, Gene Ammons, Louis Armstrong, Louie Bellson, Dave Brubeck, Ray Charles, Benny Carter, Buddy DeFranco, Ella Fitzgerald, Curtis Fuller, Benny Golson, Erroll Garner, Dizzy Gillespie, Benny Goodman, Lionel Hampton, Coleman Hawkins, Billie Holiday, The John Kirby Sextet, Red Norvo, Buddy Rich, Charlie Shavers, George Shearing, Stuff Smith, Fats Waller i Teddy Wilson.

## Wybrane filmy
- 1966-1968 The Monkees (serial TV)
- 1992 Malcolm X
- 1992 Stój, bo mamuśka strzela (Stop! Or My Mom Will Shoot)
- 1997 Abbottowie prawdziwi (Inventing the Abbotts)
- 1999 Free Enterprise